# محمد عبد الحسين البدري
محمد عبد الحسين البدري هو ممثل ومخرج مسرحي عراقي ولد في الكوت عام 1939 وعمل في اخراج وتمثيل العديد من المسرحيات والأعمال التلفزيونية في العراق من الستينات وحتى القرن الحادي والعشرين.

## الحياة الشخصية
حيث درس الابتدائية في المدرسة المركزية للبنين ثم أكمل دراسته في ثانوية الكوت وبعدها تقدم للدراسة في معهد الفنون الجميلة - قسم التمثيل والإخراج سنة (1961) على الرغم من معارضة ذويه لذلك، كونُ فكرة أن يكون ابنهم مخرجاً وممثلاً مسرحياً غير مقبولة في المجتمع آنذاك، لا سيما أن عائلته تنحدر من بيئة ريفية. الإ أنه أصر على أن يكمل دراسته.

## سيرته الفنية
عيّن البدري في قسم النشاط المدرسي في كركوك سنة (1963م) ثم نقل الى قرية بوصلي التابعة الى قضاء زاخو بصفة معلم ثم أعيد نقله في العام 64 الى قضاء سنجار لينتقل بعدها الى قضاء بدرة مسؤولاً للنشاط المدرسي هناك ثم يعاد الى الكوت مديراً لقاعة الادارة المحلية حتى سنة (1970م)، وبعد ذلك مشرفاً فنياً في النشاط المدرسي، حتى أحيل على التقاعد سنة (2006م).
بدأ محمد البدري مشواره الفني بكتابة وإعداد وترجمة بعض المسرحيات، وافتتحها بمسرحية مشاكل الزواج سنة (1959م) حين كان طالباً في الثانوية، ثم انقطع عن الكتابة لمدة طويلة لعدم استقراره و كثرة تنقله، وانشغاله بالإخراج والتمثيل، حتى سنة (1970م) إذ باشر في كتابة أربع مسرحيات في كل سنة كان من أشهرها مسرحية الحبر سنة (1972م)، كما انه ساهم في إعداد مسرحية الحقيقة التي مثل فيها خيرة ممثلي المسرح الواسطي منهم الفنان المرحوم احسان عبد القادر والفنان المغترب محمد صالح خضير، والفنان كاظم العماري، كما عمل على تحويل نصوص بعض المسرحيات العالمية من اللغة الفصحى، الى اللهجة العامية الدارجة، كمسرحية كنز الحمراء والتي عرضت في يوم افتتاح مسرح مدرسة بدرة سنة (1968م) .
الفنان محمد البدري قام بتشكيل مجموعة من الفرق المسرحية أهمها المسرح الطلابي عندما كان طالباً في ثانوية الكوت عام 1959 كما إنه شارك في تشكيل جمعية انعاش الفن وفرقة المسرح الشعبي في الكوت حيث كان أبرز أعضائها الفنان المرحوم مناف طالب والفنانة المرحومة أمل طه. كما إنه ساهم بتأسيس فرقة الطلبة في معهد الفنون الجميلة مع الفنان وجدي العاني وقاسم صبحي حيث كانت تقدم الأعمال المسرحية آنذاك.  
عمل محمد البدري في مجال الإخراج المسرحي والسينمائي حيث عمل على العديد من الأعمال المسرحية منذ العام 1960 حتى مطلع التسعينيات. ومن أهم ما ساهم في العمل عليه مسرحية يوليوس قيصر ومجنون يتحدى القدر فضلا عن الفلم العراقي إرادة الشعب. كما إنه ساهم بالمشاركة في تمثيليات عراقية بمعية وجدي العاني وقاسم صبحي وآخرون. أخرج البدري مسرحية الحقيقة عام 1980 وحازت على الجائزة الاولى في مهرجان المسرح في البصرة. كما كرم البدري في الاحتفالية الدورية لمؤسسة "خطى" لرعاية رواد الصحافة والفن والادب في الكوت عام 2023.
لم يكن الفنان محمد البدري ممثلاً أو مخرجاً فحسب. بل عمل على دراسة معدات المسارح وإنشائها فضلاً عن خبرته في تنصيب الستائر ومن خلال هذه الخبرة إستطاع استحداث مسرحين مدرسيين في قضاء بدرة عندما كان مسؤولاً للنشاط المدرسي هناك. فضلاً عن إدارته لقاعة الادارة المحلية وإسهامه في تطويرها واستحداث خشبة المسرح فيها وفق المواصفات العالمية وبالاستعانة بالفنان المرحوم جعفر السعدي والمهندس جبار الوزان حيث أصبحت هذه القاعة المنبر الوحيد لإقامة المهرجانات والفعاليات الأدبية والفنية منذ العام 1973 والى يومنا هذا.